# Емих I (Вормс)
Емих I фон Баумберг (на немски: Emich Rheingraf von Baumburg; Emich I von Worms; Emicho I; * пр. 1278; † 24 юли 1299) е рауграф на Нойенбаумберг и епископ на Вормс (1294 – 1299).

## Произход и духовна кариера
Той е от фамилията на рауграфовете на Алтенбаумберг, която изчезва през 1457 г. Син е на рауграф Хайнрих I фон Нойенбаумбург († 1261) и съпругата му Агнес фон Саарбрюкен († сл. 1261), сестра на Хайнрих († 1234), епископ на Вормс, дъщеря на граф Симон II фон Саарбрюкен († сл. 1207) и графиня Лиутгард фон Лайнинген († сл. 1239). Брат е на рауграф Хайнрих II фон Нойенбаумбург († пр. 1288). Внук е на рауграф Рупрехт I († 1243), рауграф на Алтенбаумберг, Зимерн и Волщайн, и графиня Хедвиг фон Еберщайн († сл. 1248), дъщеря на граф Еберхард III фон Еберщайн († пр. 1219) и графиня Кунигунда фон Андекс († сл. 1207). Чрез баба си Хедвиг фон Еберщайн е роднина на Света Хедвиг фон Андекс и на унгарската кралица, Гертруда, първата съпруга на унгарския крал Андраш II, и на Анна-Мария Унгарска, съпруга на българския цар Иван Асен II. Праправнук е на император Хайнрих IV († 1106). Баба му Хедвиг фон Еберщайн е сестра на Конрад фон Еберщайн, епископ на Шпайер (1237 – 1245). Племенник е на Еберхард фон Алтенбаумберг, епископ на Вормс (1257 – 1277), и на Фридрих I цу Алтенбаумберг, епископ на Вормс (1277 – 1283). Роднина е и на Хайнрих фон Лайнинген († 1272), епископ на Вюрцбург и Шпайер, и на Бертхолд фон Лайнинген († 1285), епископ на Бамберг.
Чичо е на Хайнрих фон Даун, епископ на Вормс (1318 – 1319), син сестра му Кунигунд цу Нойенбаумберг († 1307).
Емих I е през 1293 г. домпропст във Вормс и е избран на 17 април 1294 г. за епископ на Вормс, след смъртта на епископ Еберхард фон Щраленберг († 16 ноември 1293). Той е помазан на 22 декември 1294 г. от архиепископа на Майнц Герхард фон Епщайн.
През ноември 1298 г. епископ Емих посещава свиканото от крал Албрехт I имперско събрание в Нюрнберг. След това той тежко се разболява. Емих I умира на 24 юни 1299 г. и е погребан в катедралата на Вормс. През есента на 1299 г. Ебервин фон Кронберг е избран за следващия епископ на Вормс.